# Pandulf (Legat)

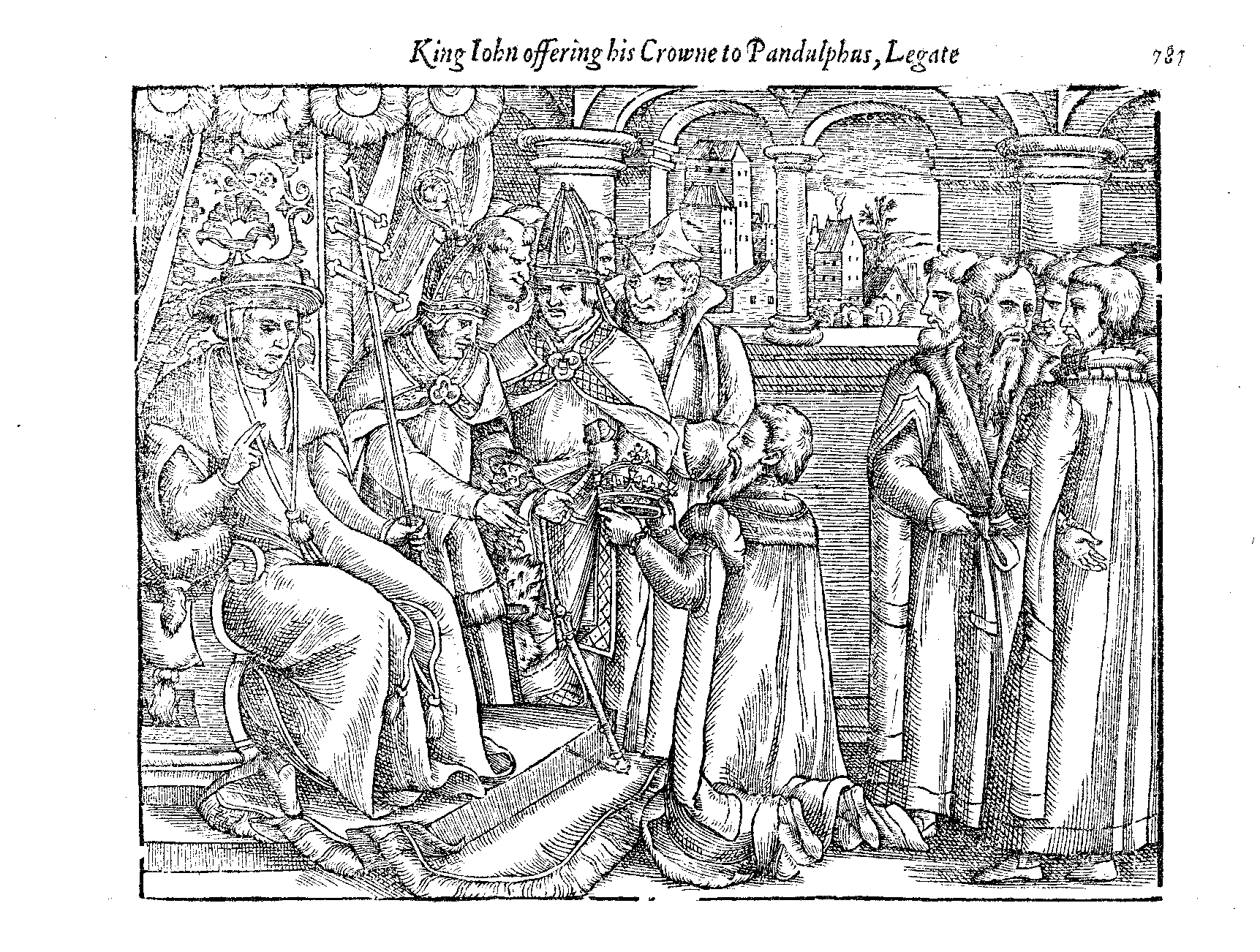
König Johann bietet Pandulf als Vertreter des Papstes die englische Krone an. Darstellung von 1563

Pandulf (auch Pandulph) († 16. oder 17. September 1226 in Rom) war päpstlicher Legat in England und Bischof von Norwich. Auch wenn er als Bischof von Norwich unbedeutend blieb, spielte er als Gesandter, Legat und Kämmerer des Papstes eine bedeutende historische Rolle, vor allem in England während der Endphase der Herrschaft von Johann Ohneland und während der Minderjährigkeit von Heinrich III.

## Herkunft
Pandulf entstammte der italienischen Familie Verraccio, die ursprünglich aus San Germano unweit des Klosters Montecassino stammte. Mehrere seiner Verwandten kamen nach England, darunter Master Giles († vor 1241), Archidiakon von Ely, und sein Neffe Master Pandulf († vor 1231), Schatzmeister der Diözese Chichester. Er wird oft mit dem italienischen Kardinal Pandulf Masca aus Pisa verwechselt, der jedoch bereits 1201 starb.

## Gesandter des Papstes
Pandulf war wohl früh für eine geistliche Karriere bestimmt, doch über seine Jugend und seine Ausbildung gibt es keine gesicherten Erkenntnisse. Im April 1211 wird er erstmals als päpstlicher Subdiakon genannt, der als Gesandter von Papst Innozenz III. zum exkommunizierten englischen König Johann Ohneland gesandt wurde. Im Juli 1211 erreichte er England, wo er den König in Northampton traf. Zu dieser Zeit hatte der Papst über England das Interdikt verhängt, und Pandulf sollte mit dem König über Entschädigungen für die englischen Bischöfe verhandeln, die im Exil lebten. Angeblich soll er dabei mit dem König in heftigen Streit geraten sein und ihm mit der Absetzung gedroht haben.
In den nächsten Jahren spielte Pandulf weiter eine bedeutende Rolle in den Verhandlungen zwischen dem König, dem Papst und den im Exil lebenden englischen Bischöfen. Im Februar 1213 wurde er erneut als päpstlicher Gesandter nach England geschickt, um dem König die Bedingungen des Papstes für eine Aufhebung des Interdikts zu übermitteln. Bei seiner Ankunft unterwarf sich ihm Johann am 15. Mai vor zahlreichen englischen Baronen in Ewell bei Dover. Der König trug dem Papst sein Reich als Lehen an und huldigte Pandulf als Vertreter des Papstes. Anschließend war Pandulf in England an der Erhebung des Peterspfennigs und des jährlichen Tributs beteiligt, den der König dem Papst versprochen hatte. Als Beauftragter des Papstes verhandelte er 1213 weiter mit den walisischen Fürsten und mit dem König von Frankreich, mit denen sich Johann im Krieg befand. Dazu sicherte er die Übertragung von Pfründen in England an Geistliche im Dienst des Papstes. 1214 begleitete er den König bei dessen gescheitertem Feldzug ins Poitou. Anschließend reiste er als Gesandter des päpstlichen Legaten Nikolaus von Tusculum nach Rom. 1215 erhielt Pandulf selbst Pfründen in den Diözesen Salisbury und Chichester. Als Richter im Auftrag des Papstes befasste er sich dazu mit einem langwierigen Streit zwischen den Abteien Bath und Glastonbury.

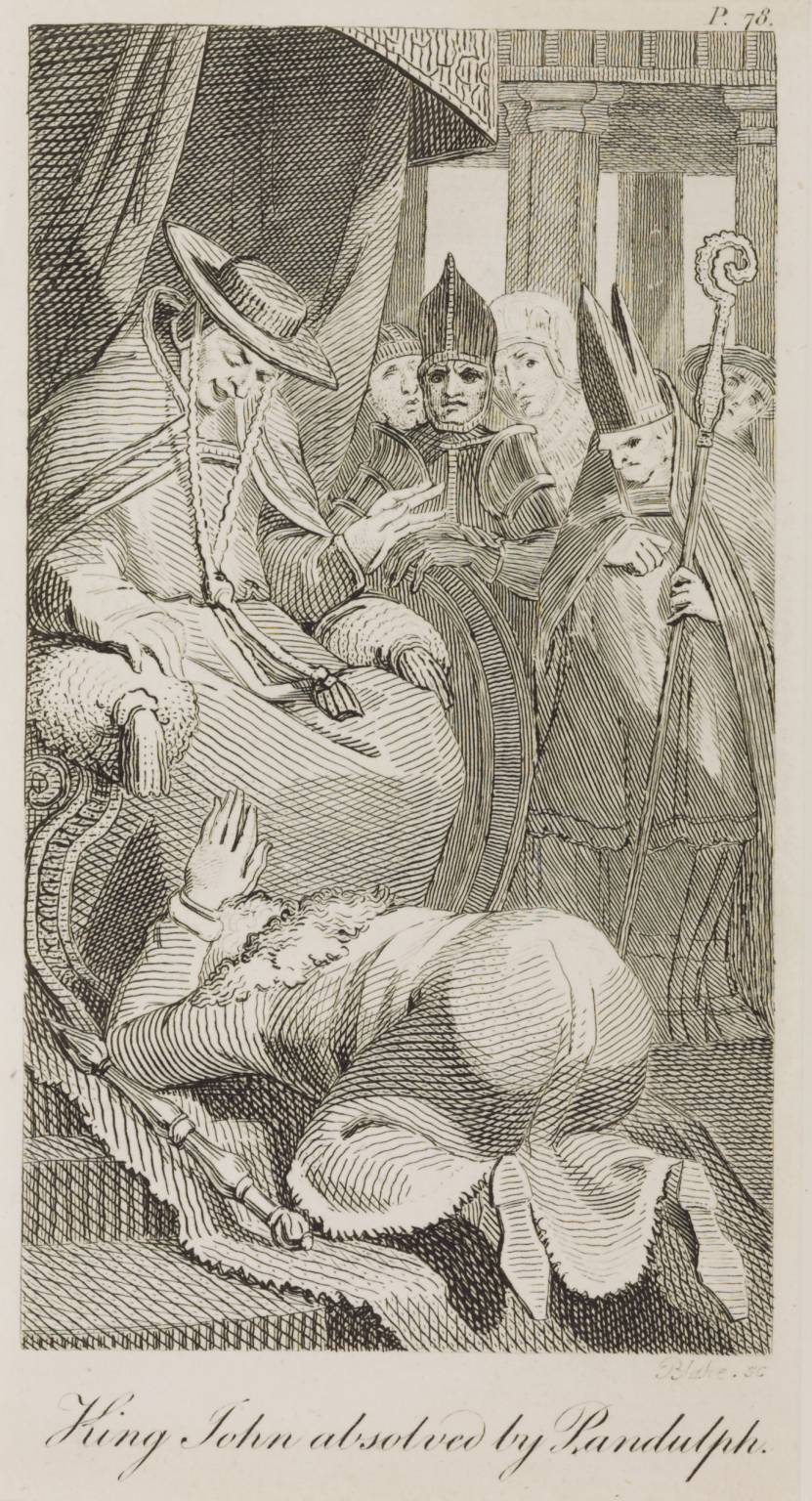
König Johann unterwirft sich Pandulf. Karikierende Darstellung von 1797 von William Blake

Im Juni 1215 bezeugte Pandulf zu Runnymede die Anerkennung der Magna Carta durch König Johann. Seine Rolle in den folgenden Verhandlungen zwischen den rebellischen Baronen und dem König ist umstritten. Mindestens ein zeitgenössischer Chronist gibt ihm und Nikolaus von Tusculum eine Mitschuld, dass der Konflikt zwischen der Adelsopposition und dem König zum Krieg der Barone eskalierte. Vor allem die finanziellen Forderungen von Pandulf sowie seine Bevorzugung von königlichen Kandidaten bei der Besetzung von vakanten Bistümern und Abteien hätten zum Scheitern der Verhandlungen mit dem König geführt. Am 15. Juli 1215 wurde Pandulf zu Verhandlungen mit den Baronen nach Oxford gesandt. Wenig später, am 25. Juli, wurde er durch Intervention des Papstes zum neuen Bischof von Norwich gewählt. Anscheinend war Pandulf bei der Wahl nicht anwesend. Auch in den nächsten Jahren nahm er sein Amt nicht wahr, vermutlich besuchte er vor 1222 nur einmal kurz das Gebiet seines Bistums. Höchstwahrscheinlich verzögerte er bewusst seine Weihe, damit er als Beauftragter des Papstes unabhängig vom Erzbischof von Canterbury blieb. Norwich gehörte nämlich zur Kirchenprovinz Canterbury, und der damalige Erzbischof Stephen Langton gehörte zu den wichtigsten Unterstützern der Barone gegen den König. Zusammen mit Peter des Roches, Bischof von Winchester, verkündete Pandulf im September die Exkommunikation der rebellischen Barone durch den Papst. Wenig später enthob Pandulf im Auftrag des Papstes Erzbischof Langton seines Amtes. Anschließend reiste er nach Rom, wo er als Vertreter von König Johann am Vierten Laterankonzil teilnahm.

## Päpstlicher Kämmerer und Legat in England
Nach dem Tod von Innozenz III. im Juli 1216 wurde dessen Camerlengo Cencio Savelli als Honorius III. zum neuen Papst gewählt. Zum neuen päpstlichen Kämmerer wurde nun Pandulf ernannt, diesen Titel trug er offiziell mindestens bis 1222. Bis 1218 blieb Pandulf am Papsthof und kümmerte sich um die päpstlichen Finanzen. Nach dreijähriger Abwesenheit kehrte er dann nach England zurück, wo er am 7. Juni 1218 an der Weihe der Kathedrale von Worcester teilnahm. Am 1. September 1218 ernannte ihn der Papst als Nachfolger von Kardinal Guala Bicchieri zum neuen päpstlichen Legaten in England. Guala, der auf eigenen Wunsch von seinem Amt entbunden wurde, legte um den 17. November in Reading sein Amt nieder, und am 3. Dezember zog Pandulf als neuer Legat in London ein. Als päpstlicher Legat wurde Pandulf zum wichtigsten Vermittler zwischen dem Regentschaftsrat, der für den minderjährigen Heinrich III., den Sohn und Nachfolger König Johanns, die Regierung führte, und dem Papst, der weiter offiziell Lehnsherr von England war. Am 9. April 1219 stand Pandulf am Totenbett des bisherigen Regenten William Marshal, 1. Earl of Pembroke, der ihn zu seinem Nachfolger als Hüter des jungen Königs ernannte.
In den nächsten drei Jahren bildete Pandulf zusammen mit dem Justiciar Hubert de Burgh und Bischof Peter des Roches ein Triumvirat, das die Regentschaft über England ausübte. Dabei kam es zwischen den Dreien häufig zum Streit. Bereits im April 1219 begrenzten des Roches und de Burgh den Zugriff von Pandulf auf die königlichen Gelder, da sie befürchteten, dass Pandulf die Einkünfte des Königs vor allem zugunsten der Kirche und des Papstes verwenden würde. Pandulf verlangte daraufhin die Kontrolle über das königliche Siegel. Die Krise des Regentschaftsrats wurde erst im Juni 1219 durch eine Ratssitzung in Gloucester beigelegt. Danach wurde Pandulf mehr und mehr zu einem Unterstützer von Hubert de Burgh und zum Gegner von des Roches. Er selbst griff nur noch wenig in die Regierung ein, sondern hielt sich abseits vom Königshof, zu dem er nur noch durch Briefe Kontakt hielt. Den Großteil seiner Zeit verbrachte er jedoch in England, wobei er in mindestens einem Brief über das Klima in London klagte, das schlecht für seine Gesundheit sei. Im Sommer und Herbst 1219 war er an Verhandlungen mit den walisischen Fürsten sowie mit König Alexander II. von Schottland beteiligt. Auf Anweisung des Papstes spielte Pandulf jedoch eine wichtige Rolle bei der Rückforderung von königlichen Burgen und Krongut, die seit dem Krieg der Barone von verschiedenen Baronen verwaltet wurden. Unter anderem war er an der Rückforderung von Tickhill, Bristol und Castle Bytham beteiligt. Daneben trat er als Vertreter des Papstes in kirchlichen Prozessen auf sowie bei Steuerschätzungen, die der Papst von der Kirche für die Finanzierung des Fünften Kreuzzugs erhob. Er unterstützte die Anerkennung des zum Bischof von Ely gewählten John of Fountains, und in Carlisle nahm er eine Aufteilung von Kirchengütern zwischen dem Bischof und dem Kathedralkapitel vor. Daneben beauftragte ihn der Papst mit der Kontrolle einer Reihe von Bischofswahlen in Irland und Schottland. 1220 unterstützte er die Verhandlungen, durch die der Waffenstillstand zwischen England und Frankreich verlängert wurde. Im Mai 1220 nahm Pandulf an der erneuten, feierlichen Krönung des Königs in Westminster Abbey und im Juli 1220 an der Überführung der Reliquien von Thomas Becket in Canterbury teil. Im April 1221 legte er als Vertreter des Papstes den ersten Grundstein für die Kathedrale von Salisbury. Im Januar 1221 wirkte er am Amtsverzicht von Bischof William de Ste Mère-Église von London mit und bereitete mit die Weihe von dessen Nachfolger Eustace de Fauconberg am 25. April vor.

## Bischof von Norwich
Als Stephen Langton, der Erzbischof von Canterbury, im Juli 1221 aus Rom nach England zurückkehrte und darauf bestand, dass der Papst zu seinen Lebzeiten keinen weiteren Legaten für England ernannte, trat Pandulf am 26. Juli 1221 in Westminster als päpstlicher Legat zurück. Kurz danach wurde er als Gesandter zu Hugo X. von Lusignan, Graf von La Marche, ins Poitou gesandt. Von dort reiste er nach Rom, wo er sein Amt als päpstlicher Kämmerer niederlegte. Zurück in England, wurde er am 29. Mai 1222 endlich zum Bischof von Norwich geweiht. 1223 nahm er am Begräbnis des französischen Königs Philipp II. in Paris teil. Vergeblich drängte er Philipps Nachfolger Ludwig VIII., die Normandie an England zurückzugeben. 1224 beteiligte er sich an der Erhebung der Steuern, die England an den Papst zahlen musste, doch danach zog er sich im Winter 1224 erneut nach Italien zurück. Am 17. Februar 1225 erreichte er Rom. Bis zu seinem Tod im September 1226 blieb er in Rom oder in dessen Umgebung.
Auch während seiner Amtszeit als Bischof von Norwich war Pandulf seiner Diözese zumeist ferngeblieben. Er ließ sich von Beamten vertreten, doch nach seinem Tod wurde sein Leichnam nach England zurückgebracht und in Norwich beigesetzt. Zu seinem Gefolge gehörten eine Reihe von italienischen Geistlichen, die er mit Ämtern und Pfründen in englischen Kirchen versorgte.
Als Bischof übergab er die Einkünfte aus verschiedenen Kirchen an religiöse Orden, darunter einen Teil der Kirche von Holkham in Norfolk, den er 1219 dem Kloster San Martino al Cimino in Viterbo schenkte. In seinem Testament stiftete er eine stattliche Summe für einen Kreuzzug.